# Прамполини (Латина)
Прамполини је насеље у Италији у округу Латина, региону Лацио.
Према процени из 2011. у насељу је живело 58 становника. Насеље се налази на надморској висини од 26 м.